# Masdevallia anfracta
Masdevallia anfracta là một loài thực vật có hoa trong họ Lan. Loài này được Königer & J.Portilla mô tả khoa học đầu tiên năm 1995.

## Hình ảnh

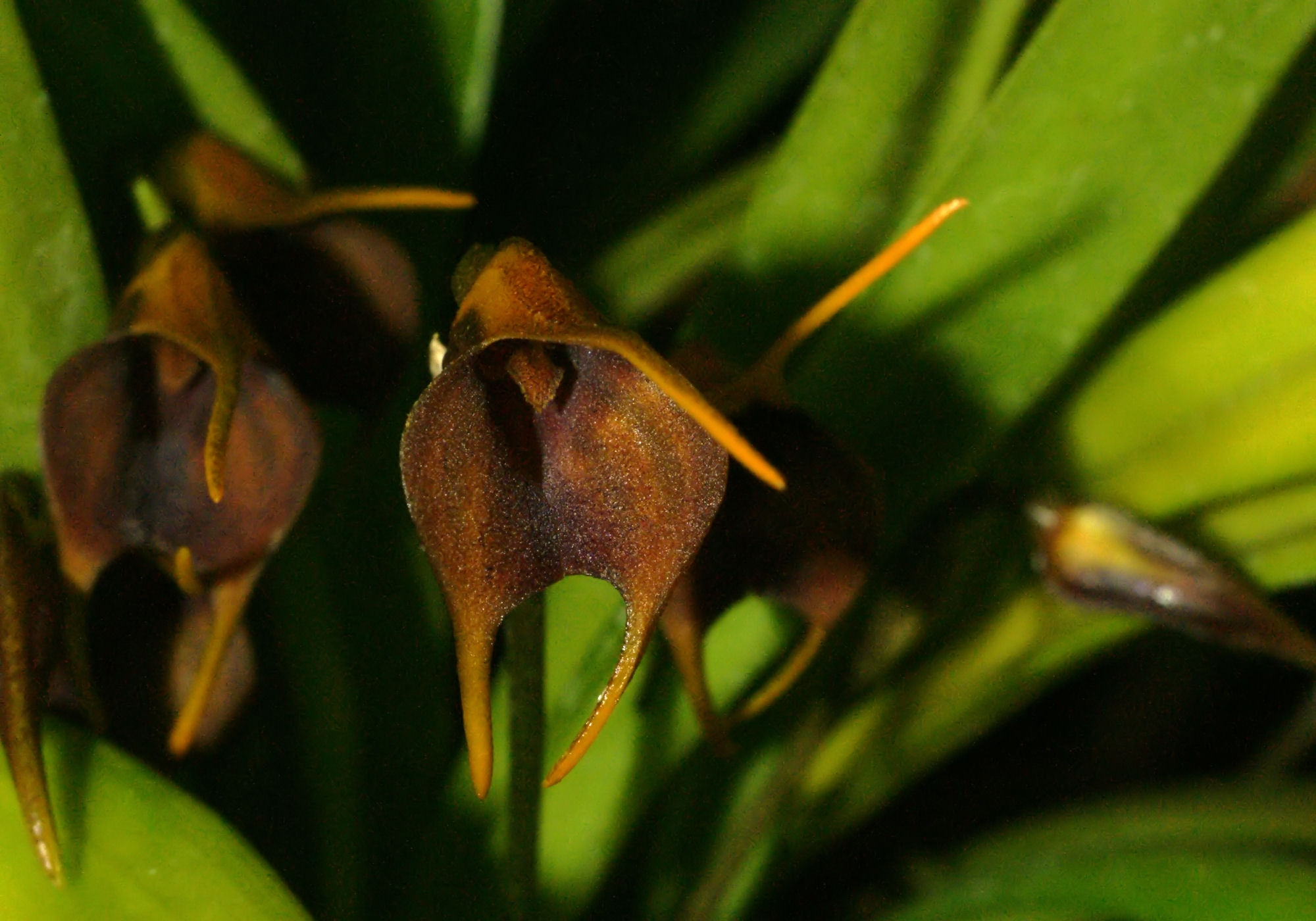